# 2024 في تونس
تحتوي هذه المقالة على أهم الأحداث التي شهدتها تونس في عام 2024م، إضافة إلى أهم الشخصيات التونسية المولودة والمتوفية في هذه السنة.

## الحُكم
- الرئيس - قيس سعيد.

## أحداث
- 6 أكتوبر - "فاز" الرئيس التونسي الحالي قيس سعيد في الانتخابات الرئاسية التونسية لولاية ثانية تمتد لـ 5 سنوات.

## أفلام
- بوليس (فيلم تونسي).
- فوفعة (فيلم).
- كل سنة مرة (فيلم تونسي).
- فيلم: «Forsaken الشكارة والبحر».

### مسلسلات
- نهار على عمار (مسلسل).
- سوبر تونسي (مسلسل).
- الفرمسي (مسلسل).
- باب الرزق	(مسلسل تونسي)
- رڨوج (مسلسل).
- فلوجة 2 (مسلسل).
- أولاد الحي في دبي (سيت كوم).
- خوك من بوك (مسلسل قصير).
- العازب (سيت كوم).

## جوائز
- 29 اكتوبر - حازت الكاتبة التونسية أميرة غنيم، على جائزة الأدب العربي لسنة 2024، عن روايتها «نازلة دار الأكابر».[1]
- 9 نوفمبر - دار النشر التونسية « مسكلياني » تفوز بجائزة أفضل دار نشر عربية لسنة 2024.[2]
- 1 ديسمبر - حصل فيلم «عايشة» التونسي على جائزة أفضل فيلم دولي في مهرجان «مار دل بلاتا» السينمائي في الأرجنتين.[3]

## وفيات
- 1 يناير\ جانفي - خميس الشمري،سياسي ودبلوماسي تونسي (81 سنة).
- 18 يناير\ جانفي - محمد الغزي، شاعر وكاتب تونسي (74 سنة).
- 21 يناير\ جانفي - مختار حسني، لاعب كرة قدم تونسي (71 سنة).
- 23 يناير\ جانفي - زبير بوغنية، لاعب ومدرب كرة قدم (66 سنة).
- 5 مايو - بلقاسم بوقنة، مطرب تونسي (61 سنة).
- 28 يونيو/جوان - مراد كروت، ممثل تونسي (81 عامًا).[4]
- 9 يوليو\جويلية - الهادي مهني، سياسي ووزير تونسي (81 سنة).
- 14 يوليو/جويلية - سعدي الزيداني، فنان ممثل كوميدي تونسي (48 سنة).[5]

- 22 يوليو/جويلية - وناس خليجان، فنان موسيقي تونسي (66 سنة).
- 8 أغسطس\أوت - العربي نصرة، رجل أعمال وسياسي تونسي.
- 9 أغسطس\أوت - الصادق قمش، رسام تونسي.
- 12 أغسطس\أوت - ياسر جرادي، موسيقي وفنان تشكيلي ومسرحي وكاتب تونسي (53 سنة).
- 22 سبتمبر - عبد الحق خمير، الفنان العرائسي تونسي.[6]
- 13 أكتوبر - محمد المورالي، ممثل تونسي (92 سنة).
- 1 نوفمبر - منتصر الشعيبي، لاعب كرة قدم تونسي.
- 3 نوفمبر - عبد الرزاق شريط، كاتب وسياسي تونسي(87 سنة).
- 12 نوفمبر - سعيد بن مصطفى، سياسي ودبلوماسي تونسي (86 سنة).
- 24 نوفمبر - محمد شاكر، سياسي تونسي (93 سنة).